# Nokia 9500 Communicator
Nokia 9500 Communicator – telefon komórkowy należący do segmentu smartfonów firmy Nokia, wprowadzony w 2004. Wyposażony jest w pełną klawiaturę (QWERTY) i dwa wyświetlacze o 65 536 kolorach każdy (zewnętrzny o rozdzielczości 128x128 pikseli i wewnętrzny o rozdzielczości 640x200 pikseli). Telefon składa się właściwie z dwóch oddzielnych modułów połączonych taśmą komunikującą ze sobą obie części. Pierwszą z nich jest odpowiedzialna za funkcje telefonu platforma S40. Druga to już właściwa platforma z Symbianem S80, oraz wszystkimi funkcjami systemu operacyjnego. Smartfon nie posiada wibratora.

## Dane techniczne
- procesor Texas Instruments OMAP 150 MHz
- 64MB pamięci SDRAM
- działanie trójzakresowe GSM900, GSM1800 i GSM1900
- 2 wyświetlacze ciekłokrystaliczne TFT o rozdzielczości 128 × 128 i 640 × 200 pikseli
- slot kart MMC; możliwość rozbudowy pamięci do 2 GB
- Wbudowany aparat cyfrowy VGA, kamera wideo

## Funkcjonalność
- Telefon działa pod kontrolą Symbiana S80 7.0 oraz S40
- Wiele łączy komunikacyjnych: WiFi, EGPRS(EDGE), IrDA, HSCSD, USB, CSD, Bluetooth 2.0, ponadto możliwość łączenia się z internetem za pośrednictwem połączenia dial-up, istnieje możliwość wysyłania i odbierania faksów
- Zintegrowany klient poczty elektronicznej
- Funkcje wiadomości: SMS-y, MMS-y
- Szeroka gama programów biurowych: wbudowany pakiet umożliwiający tworzenie prezentacji multimedialnych, arkuszy kalkulacyjnych i dokumentów tekstowych, opcjonalnie pakiet Documents to Go, w pełni zgodny z formatami .doc oraz .xls
- odtwarzacz mp3 oraz video RealPlayer
- przeglądarka internetowa
- kalendarz
- dyktafon

Starsze oprogramowanie pisane pod telefony z serii Communicator jest w około 90% kompatybilne z Nokią 9500.